# Horcrux
A horcrux szó J. K. Rowling Harry Potter-sorozatában olyan tárgyat (ritkábban élőlényt) jelent, amely megőrzi a belé helyezett emberi lélekszilánkot (a lélekből kiszakított darabot). Készítésének célja a halhatatlanság elérése, mert megőrzi tulajdonosa lelkének egy darabját, így ha a test el is pusztul, a lélek megmarad és tovább él. A horcrux nem engedi a lelket a túlvilágba távozni, mivel annak egy darabját itt a földi létben tartja addig, amíg magát a horcruxot meg nem semmisítik.
A roxforti könyvtárban nem található róla anyag, mióta Dumbledore eltávolította onnan azokat, csupán egyetlen könyv, annak is csak az előszava tesz utalást egyáltalán a horcruxokra:
A horcruxról, amely minden ördöngös lelemények legrútabbika, több szó itt ne essék.
|  | Alább a cselekmény részletei következnek! |

## Készítése
A horcruxok a fekete mágia eszközei közé tartoznak, nem ismertek széles körben. Elkészítéséhez a készítőjének ölnie kell: az emberi élet kioltása szétszakítja a lelket, mert az természet ellen való cselekedet, és az így leszakadt lélekdarabot a gyilkos egy bizonyos – Rowling által le nem írt – sötét varázslattal egy tárgyba vagy élőlénybe helyezheti. Ekkor nevezzük a tárgyat/élőlényt és a benne lévő lélekdarabot horcruxnak.
A lélek szétszakítása igen veszélyes és kockázatos dolog, mert az ember lelke túlzottan megsérülhet, vagy akár meg is semmisülhet. Ha valaki nem egy, hanem több horcruxot készít, a többszöri csonkítástól a veszély sokszorosára fokozódik. A szétszakított lélek helyreállítása elvileg lehetséges, de igen fájdalmas (esetenként halálos), mert szívből jövő megbánás szükséges hozzá.

## Elpusztítása
Egy horcrux elpusztítása egyáltalán nem egyszerű dolog: oly módon kell elvégezni, hogy a horcrux ne legyen képes regenerálni önmagát. Az elpusztítás kevés eszközéből a Harry Potter-sorozat olvasói hármat ismerhetnek: a Baziliszkusz mérgét, a táltostüzet, és az Avada Kedavrát, bár a Halálos Átok csupán akkor pusztítja el a horcruxot, ha az azt készítő személy szórja ki rá az átkot.
A történetben több horcruxot Griffendél Godrik kardjával pusztítanak el. Ez azért lehetséges, mert a karddal korábban Harry megölt egy Baziliszkuszt, s mivel a fegyvert hajdan koboldok kovácsolták, az rendelkezik egy mágikus tulajdonsággal: magába szív mindent, ami erősíti. Így őrizte meg az óriáskígyó mérgét.

## Voldemort horcruxai
Voldemort nagyúr volt az egyetlen a mágia történetében, aki nem egy, hanem több horcruxot készített. Mivel – úgymond – a legerősebb mágikus szám a 7, úgy tervezte, hogy hétfelé fogja szakítani a lelkét, vagyis hat horcruxot készít. Öt horcruxszal már készen volt, az utolsót a csecsemő Harry Potter elpusztításával akarta elkészíteni. Azonban édesanyja feláldozta saját életét a kisfiúért, és ez olyan erős mágikus védelmet biztosított, hogy a gyilkos átok visszapattant, és Voldemortot találta el. Már létező horcruxai miatt az átok nem ölte meg, de elveszítette minden hatalmát, és végletesen meggyöngült lelkéből leszakadt egy újabb lélekdarab, és bevette magát a szobában található egyetlen élőlény testébe – és ez az élőlény történetesen Harry Potter volt, aki így maga is horcruxszá vált. Visszatérése után Voldemort továbbra is abban a tudatban volt, hogy egy horcruxa még hiányzik, és Nagini nevű kígyójából is horcruxot készített. Így végeredményben összesen nem hat, hanem hét horcruxa volt, lelke pedig – értelemszerűen – a tervezett héttel ellentétben nyolc részre szakadt.

### A hét horcrux
A táblázatban a horcruxok elkészítésük sorrendjében szerepelnek. A részletek forrása részben maga a Harry Potter-sorozat hét kötete, részben a szerző különböző nyilatkozatai interjúk, fórumbeszélgetések során.
| Horcrux                   | Meggyilkolt személy | Rejtekhelye                                        | Elpusztítója       | Elpusztításának eszköze  | Megjegyzés |
| ------------------------- | ------------------- | -------------------------------------------------- | ------------------ | ------------------------ | --- |
| Rowle Gomold gyűrűje      | id. Tom Denem       | Gomoldék kunyhója                                  | Albus Dumbledore   | Griffendél Godrik kardja | Voldemort úgy készítette ezt a horcruxot, hogy nem volt tudomása arról, hogy a gyűrű köve valójában a Feltámadás Köve, a Halál ereklyéinek egyike. |
| Tom Denem naplója         | Hisztis Myrtle      | Lucius Malfoy                                      | Harry Potter       | Baziliszkuszfog          | Lucius Malfoy titokban Ginny Weasley holmija közé csempészte a naplót, hogy a kislány kinyissa a Titkok Kamráját, nem tudva, hogy a napló horcrux. |
| Mardekár medálja          | Egy mugli csavargó  | Egy tengerparti sziklabarlangban                   | Ron Weasley        | Griffendél kardja        | Voldemort Hepzibah Smith-től rabolta el, Hugrabug Helga kelyhével együtt. A barlangból a titokzatos „R.A.B.”, vagyis Regulus Black távolította el, Sipor segítségével. Ezután Sipor őrzi a Black házban. |
| Hugrabug Helga kelyhe     | Hepzibah Smith      | Gringotts Varázslóbank, Bellatrix Lestrange széfje | Hermione Granger   | Baziliszkuszfog          | Voldemort Hepzibah Smith-től rabolta el, Mardekár medáljával együtt. |
| Hollóháti Hedvig diadémja | Egy albán paraszt   | Roxfort, a Szükség Szobája                         | Harry Potter       | Táltostűz                | A rejtekhelyre Harry jött rá, de a Szükség Szobájában Crak szabadította el a táltostüzet (amelynek maga is áldozatává vált). |
| Harry Potter              | Lily Potter         | Harry Potter,                                      | Voldemort          | Avada Kedavra            | A visszapattant átok miatt Voldemort meggyöngült lelkéből leszakadt egy újabb lélekdarab, és bevette magát a legközelebbi élőlény – a csecsemő Harry – testébe. Voldemort akkor pusztította el (tudtán és akaratán kívül) saját lelkének e darabját, amikor – csaknem tizenhét évvel később – újra gyilkos átkot szórt Harryre. |
| Nagini                    | Frank Bryce         | Voldemort közelében                                | Neville Longbottom | Griffendél Godrik kardja | Voldemort kígyója |